# Kasettihalli, Channagiri
Kasettihalli là một làng thuộc tehsil Channagiri, huyện Davanagere, bang Karnataka, Ấn Độ.